# Frankenstein dezlănțuit
Frankenstein dezlănțuit (în engleză Frankenstein Unbound) este un film SF de groază scris și regizat de Roger Corman după un roman omonim al lui Brian Aldiss din 1973. Este ultimul film regizat de Corman. În rolurile principale au interpretat actorii John Hurt, Raul Julia, Bridget Fonda, Jason Patric și Nick Brimble.
A fost produs de studiourile The Mount Company și Trimark Pictures și a avut premiera la 2 noiembrie 1990, fiind distribuit de 20th Century Fox. Coloana sonoră a fost compusă de Carl Davis[*]. 
Cheltuielile de producție s-au ridicat la 11,5 milioane $ și a avut încasări de doar 335 de mii $.

## Distribuție
- John Hurt - Joe Buchanan / The Narrator
- Raul Julia - Dr. Victor Frankenstein
- Bridget Fonda - Mary Shelley
- Nick Brimble - Frankenstein's Monster
- Catherine Rabett - Elizabeth Lavenza
- Jason Patric - Lord Byron
- Michael Hutchence - Percy Shelley
- Catherine Corman - Justine Moritz
- Mickey Knox - General Reade
- Terri Treas -  Voce computer[5]